# 久下村 (埼玉県)
久下村（くげむら）は埼玉県の北部、大里郡に属していた村。

## 地理
- 河川：荒川

## 歴史

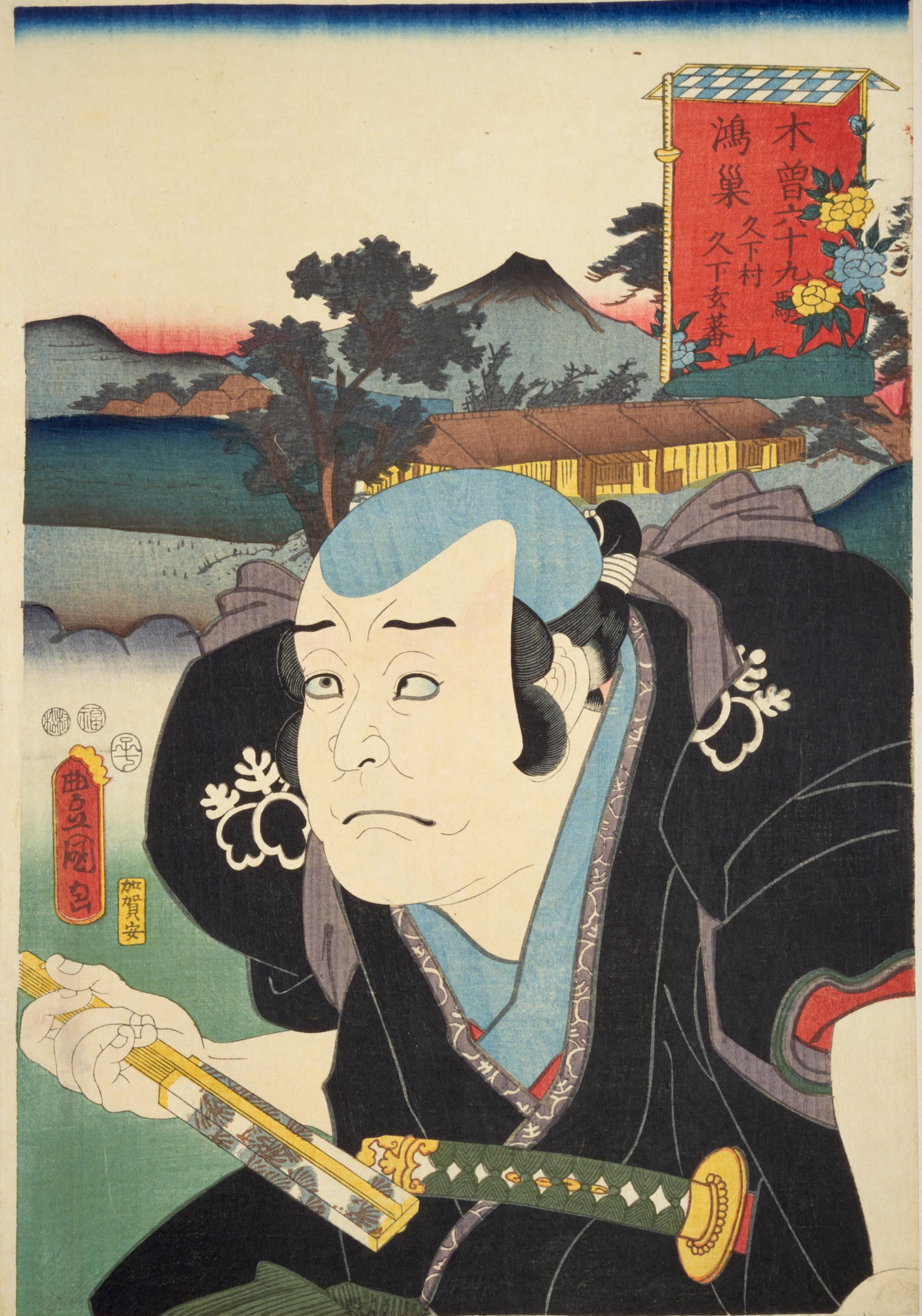
歌川国貞木曽六十九驛『鴻巣 久下村・久下玄蕃』（1852年・嘉永5年）

もとは江戸期より存在した久下村、古くは鎌倉期より見出せる郷名である久下郷であった。
- 1879年（明治12年） - 大里郡に所属する。
- 1889年（明治22年）4月1日 - 町村制施行に伴い、新川村・久下村（初代）が合併し成立[1]。旧村は久下村の大字となる。
- 1941年（昭和16年）4月10日 - 大字久下字荊原が北足立郡吹上町に、それ以外の地域は熊谷市に編入され消滅[2][1]。久下村の大字は熊谷市へ継承された。